# Soldato

Aufbau einer US-amerikanischen Mafia-Familie

Ein Soldato (Plural Soldati; engl. soldier) bezeichnet in Mafia-Gruppen – insbesondere bei der sizilianischen Cosa Nostra und bei der US-amerikanischen Cosa Nostra – die erste Stufe innerhalb der Hierarchie der Organisation.

## Namensherkunft
Die Begriffe stammen aus der Hierarchie der sizilianischen Mafia. Sie sind der Armee des Römischen Reiches entlehnt, wo der Beruf Soldat unter der Bezeichnung miles entstanden ist. Abgeleitet vom Begriff Sold, der auf die Bezeichnung der römischen Münze Solidus zurückgeht, hat sich später in Europa der Begriff Soldat etabliert. Der italienische Cosa-Nostra-Terminus soldato wurde in den Vereinigten Staaten dann zu soldier amerikanisiert.

## Abgrenzung vom Associate
Unterhalb der Rangstufe des Soldato gibt es den associate (ursprüngliche Bedeutung im Englischen: Kollege, Partner, Begleiter). Ein Associate ist bei der italoamerikanischen Mafia kein volles Mitglied der Organisation, sondern bloß ein Anwärter. Er ist aber bereits durch einen Eid hinsichtlich der Omertà an den Mafia-Clan gebunden. Gelegentlich kann man in der italoamerikanischen Mafia über diese Stufe nicht hinauskommen, wenn man keinen italienischen bzw. italoamerikanischen Ursprung hat. Ein Associate kann erst zum Soldato aufsteigen, wenn er eine nicht definierte Weile in der Probezeit (engl. on record) war. Er muss außerdem einen Mentor haben, der bereits in der „Familie“ tätig ist. Ferner müssen ein Caporegime seine Zustimmung gegeben und der Familienboss ihn zum Soldato ernannt haben.

## Rechte und Pflichten
Mit der Aufnahme als Soldato wird er einer crew (Gruppe) unterstellt, die von einem Capo geleitet wird. Einer Crew gehören Associates und Soldati an. Diese Hierarchie führt dazu, dass der Soldato seine Befehle nie direkt vom Boss erhält, sondern vom Capo. Dies erschwert die Möglichkeit der Strafverfolgungsbehörden, den Boss mit der Alltagskriminalität der Soldati in Verbindung zu bringen.
Der Soldato dient der Familie als ausführendes Organ (engl. muscle), d. h., er bedroht, erpresst, prügelt, mordet, foltert und entführt im Auftrag der Familie.
Voraussetzung für die Aufnahme als Vollmitglied ist in einigen Fällen ein Auftragsmord, um zu beweisen, dass er kein Verdeckter Ermittler ist. Wenn er im Rahmen eines Initiationsrituals vollwertiges Mitglied (engl. made man) der Familie geworden ist, bindet er sich mit einem Eid lebenslang an die Familie. Wenn er Vollmitglied ist, wird er innerhalb der Mafia als unberührbar angesehen. Er darf nur umgebracht werden, wenn er gegen interne Mafiaregeln verstoßen hat und wenn eine Genehmigung durch die Führungsebene erteilt wurde.
Demgegenüber kann ein Associate getötet werden, wenn ein Soldato dies für richtig erachtet. Beispielsweise war der Associate der Philadelphia-Familie Nicodemo Scarfo, Jr. kurz davor getötet zu werden. Nur durch eine Intervention seines Vaters Nicodemo Scarfo wurde er unter den Schutz der Lucchese-Familie gestellt.
Ein Verstoß gegen das Tötungsverbot eines Soldato kann den eigenen Tod nach sich ziehen. Eine Ausnahme von dem Tötungsverbot besteht, wenn der Boss es für richtig hält, einen Soldato seiner Familie zu töten. In diesem Fall ist er niemandem gegenüber Rechenschaft schuldig.
Ein Soldato hat die Pflicht, Geld zu verdienen und einen Anteil an seinen Capo abzuliefern. Befehle seiner Vorgesetzten sind ohne Zögern auszuführen. Wird er von Strafverfolgungsbehörden befragt, hat er zu schweigen. Wird er in Ausübung seiner Tätigkeit verletzt oder inhaftiert, kümmert sich die Familie um ihn. Die Familie sorgt z. B. auch für anwaltlichen Beistand. Wird er getötet, kümmert sich die Familie um seine Nachkommen.
Der Respekt, den ein Soldato innerhalb der Familie genießt, hängt auch von seiner Fähigkeit ab, Geld einzubringen. Nicht alle Soldati werden gleich behandelt. So hatte beispielsweise der Sohn eines Bosses wie Alphonse Persico aus der Colombo-Familie ein hohes Ansehen, weil man innerhalb der Familie wusste, dass er zu Höherem berufen war. Soldati können gelegentlich an der Armutsgrenze leben. Das hängt von der Macht seiner Familie ab und dem Betätigungsfeld, das ihm zugewiesen wurde.
Soldati können auch mit eigenen Associates und Handlangern eine eigene kleine Crew führen. Soldati können durchaus sehr reich werden. John Baudanza, Soldato der Lucchese-Familie, machte mit einem ausgeklügelten Betrugssystem Millionen. Soldato Ralph Scopo aus der Colombo-Familie kontrollierte eine wichtige Baugewerkschaft und nahm aus einem Racketeering-Geschäft Millionen ein.

## Beispiele
Der verdeckte Ermittler Joseph Pistone erhielt Einblick in die Mafiastruktur durch seine Arbeit in der Bonanno-Familie. Diese Erlebnisse wurden im Film Donnie Brasco dargestellt. Sein Mentor in der Mafia war der Soldato Benjamin Ruggiero. In der Fernsehserie Die Sopranos wird die Karriere von Christopher Moltisanti vom Associate zum Soldato zum Capo innerhalb der Familie seines Onkels Anthony Soprano beschrieben.